# Старлетка (фильм)
«Старле́тка» (англ. Starlet) — американский независимый драматический фильм 2012 года режиссёра Шона Бейкера, написавшего сценарий вместе с Крисом Бергочем. По сюжету, между 21-летней девушкой (Дри Хемингуэй) и 85-летней женщиной (Беседка Джонсон), чьи судьбы пересекаются в долине Сан-Фернандо, завязываются необычные дружеские отношения.
Премьера фильма состоялась на кинофестивале South by Southwest 11 марта 2012 года. Картина была тепло принята критиками и зрителями.
Это первая и единственная роль Джонсон, которая умерла через год после выхода фильма в возрасте 87 лет.

## Сюжет
Джейн, или Тесс — девушка, снимающая комнату у своей подруги Мелиссы и её парня Мики. У неё есть чихуахуа по кличке Старлетка.
Желая как-нибудь преобразить свою комнату, Джейн ездит по району, посещая уличные распродажи и покупая различные вещи. На одной из таких распродаж она встречает старушку по имени Сэди, у которой приобретает термос.
Вернувшись домой, Джейн обнаруживает в термосе кучу денег. Она тратит часть денег на экстравагантные элементы роскоши, однако всё же решает вернуть оставшуюся сумму владелице. Сэди прогоняет Джейн прежде, чем та успевает что-либо объяснить. Несмотря на это, Джейн завязывает дружбу со старушкой. В процессе общения она узнаёт, что Сэди играет в бинго по субботам, что она всегда любила Париж, в котором никогда не была, что её давно покойный муж был успешным игроком и что у неё нет детей. Джейн сильно привязывается к Сэди.
После ссоры с начальником Мелиссу увольняют с работы, где она, Мики и Джейн являются актёрами фильмов для взрослых, однако Джейн убеждает начальника всего лишь отстранить Мелиссу от работы на месяц. В результате Джейн получает повышение. У Мелиссы же конфисковывают машину, но она возвращает её, заработав деньги на «приватах». Также Мелисса случайно находит оставшуюся бо́льшую часть суммы денег, обнаруженных Джейн в термосе.
Однажды Джейн оставляет Старлетку с Сэди, пока сама работает на порно-конвенте. Старлетка сбегает, старушка вынуждена искать её по всему району. Когда Джейн возвращается с работы, Сэди возвращает нашедшуюся Старлетку хозяйке и разрывает с той отношения.
Какое-то время спустя, будучи очень пьяной, Мелисса намекает Джейн потратить деньги на «того, кто тебе дорог», подразумевая под этим себя. Джейн, по-своему поняв совет подруги, покупает два билета первого класса до Парижа и убеждает Сэди поехать с ней. Узнав об этом, Мелисса ссорится с Джейн и выгоняет её из дома. По просьбе Джейн, начальник приютил её в доме, служащем общежитием для порно-актрис.
Всё ещё злясь на подругу, Мелисса рассказывает Сэди о найденных Джейн деньгах и врёт, что та общается со старушкой лишь из-за чувства вины. Опустошённая Сэди начинает распаковывать чемодан, однако вскоре передумывает. Позже Джейн заезжает за Сэди, и они едут в аэропорт.
Сэди просит Джейн по пути остановиться у кладбища, чтобы оставить цветы у могилы её мужа. Джейн замечает рядом с могилой мужа Сэди могилу её дочери, которая умерла в возрасте 18 лет. Джейн садится обратно в машину.

## В ролях
- Дри Хемингуэй — Джейн/Тесс
  - Зои Восс исполнила роль Джейн в постельных сценах
- Беседка Джонсон — Сэди
- Стелла Маив — Мелисса
- Джеймс Рэнсон — Мики
- Карен Карагулян — Араш
- Микки О’Хаган — Дженис
- Аса Акира в роли самой себя
- Мануэль Феррара в роли самого себя
- Лили Лабо в роли самой себя
- Кристина Роуз в роли самой себя
- Джулс Джордан в роли самого себя

## Производство
Бейкер и Бергоч работали над сценарием фильма с ноября 2010 года по лето 2011 года. Производство картины началось в августе 2011 года и завершилось в сентябре. Съёмки проходили в Лос-Анджелесе.

## Релиз
Фильм был показан на кинофестивале South by Southwest 11 марта 2012 года, а его международная премьера состоялась в основном конкурсе международного кинофестиваля в Локарно в августе 2012 года. В кинотеатральный прокат картина вышла 9 ноября 2012 года.

## Критика
На сайте-агрегаторе рецензий Rotten Tomatoes фильм получил рейтинг свежести 87 % и оценку 7,3/10 на основе 46 рецензий критиков. На сайте-агрегаторе рецензий Metacritic картина имеет рейтинг 74 балла из 100 на основе 19 отзывов критиков, что означает «всеобщее признание».
Эрик Кон из IndieWire охарактеризовал ленту как «провокационную презентацию начинающей актрисы Дри Хемингуэй». По мнению Кэти Волш, фильм является сигналом о появлении Хемингуэй — актрисы, за которой необходимо следить в дальнейшем.
Питер Дебрюге из Variety назвал фильм «прекрасно сдержанным».
The Hollywood Reporter написал, что «в фильме идеально сочетаются история и атмосфера».
Манола Даргис из The New York Times описала картину как «захватывающий, неожиданно хороший американский фильм о любви и моральном пробуждении», а также назвала его «выбором критиков».

## Награды и номинации
Фильм получил приз Роберта Олтмена за лучший актёрский ансамбль на 28-й церемонии вручения премии «Независимый дух», а Джонсон была удостоена специальной награды жюри на кинофестивале South by Southwest.